# 普赖特内格
普赖特内格是奥地利克恩顿州沃尔夫斯贝格县的一个市镇。总面积68.36平方公里，总人口957人，人口密度14人/平方公里（2016年）。